# Басієв Руслан
Руслан Басієв (ос. Баситы Руслан; нар. 20 червня 1979, Владикавказ) — вірменський борець вільного стилю осетинського походження, бронзовий призер чемпіонату світу, срібний призер чемпіонату Європи.

## Біографія
Народився в столиці Північної Осетії Владикавказі. Боротьбою займається з 1995 року. До грудня 2012 року виступав за збірну Вірменії.

## Спортивні результати на міжнародних змаганнях

### Виступи на Чемпіонатах світу
| Змагання                        | Збірна   | Вагова категорія           | Місце  |
| ------------------------------- | -------- | -------------------------- | ------ |
| Чемпіонат світу з боротьби 2006 | Вірменія | вільна боротьба, до 120 кг | Бронза |
| Чемпіонат світу з боротьби 2007 | Вірменія | вільна боротьба, до 120 кг | 12     |
| Чемпіонат світу з боротьби 2009 | Вірменія | вільна боротьба, до 120 кг | 19     |
| Чемпіонат світу з боротьби 2010 | Вірменія | вільна боротьба, до 120 кг | 26     |
| Чемпіонат світу з боротьби 2011 | Вірменія | вільна боротьба, до 120 кг | 13     |

### Виступи на Чемпіонатах Європи
| Змагання                         | Збірна   | Вагова категорія           | Місце  |
| -------------------------------- | -------- | -------------------------- | ------ |
| Чемпіонат Європи з боротьби 2006 | Вірменія | вільна боротьба, до 120 кг | 14     |
| Чемпіонат Європи з боротьби 2007 | Вірменія | вільна боротьба, до 120 кг | 9      |
| Чемпіонат Європи з боротьби 2008 | Вірменія | вільна боротьба, до 120 кг | 11     |
| Чемпіонат Європи з боротьби 2009 | Вірменія | вільна боротьба, до 120 кг | Срібло |
| Чемпіонат Європи з боротьби 2011 | Вірменія | вільна боротьба, до 120 кг | 11     |
| Чемпіонат Європи з боротьби 2012 | Вірменія | вільна боротьба, до 120 кг | 19     |

### Виступи на інших змаганнях
| Змагання                                                        | Збірна   | Вагова категорія           | Місце  |
| --------------------------------------------------------------- | -------- | -------------------------- | ------ |
| Олімпійський кваліфікаційний турнір з боротьби 2008 (Мартіні)   | Вірменія | вільна боротьба, до 120 кг | 10     |
| Олімпійський кваліфікаційний турнір з боротьби 2008 (Варшава)   | Вірменія | вільна боротьба, до 120 кг | 14     |
| Кубок Тахті 2010                                                | Вірменія | вільна боротьба, до 120 кг | Срібло |
| Турнір Алі Алієва 2011                                          | Вірменія | вільна боротьба, до 120 кг | 9      |
| Турнір Г. Картозія і В. Балавадзе 2011                          | Вірменія | вільна боротьба, до 120 кг | 7      |
| Київський Міжнародний турнір з боротьби 2011                    | Вірменія | вільна боротьба, до 120 кг | 5      |
| Турнір Дана Колова — Николи Петрова 2012                        | Вірменія | вільна боротьба, до 120 кг | Бронза |
| Олімпійський кваліфікаційний турнір з боротьби 2012 (Софія)     | Вірменія | вільна боротьба, до 120 кг | 5      |
| Олімпійський кваліфікаційний турнір з боротьби 2012 (Тайюань)   | Вірменія | вільна боротьба, до 120 кг | 7      |
| Олімпійський кваліфікаційний турнір з боротьби 2012 (Гельсінкі) | Вірменія | вільна боротьба, до 120 кг | 14     |